# Voodoo Dolls
The Voodoo Dolls var ett psychobillyband som kom från Örebro som var aktivt mellan 1983 och 1987. De uppträdde flera gånger runt om i Europa tillsammans med The Meteors, Guana Batz, Restless, Frenzy. 

## Medlemmar
- L-P Anderson ståbas/sång
- Daniel Engström gitarr/sång,
- Pontus Hanson: trummor.

## Diskografi (urval
- Split Personality (Sunrock ep 1984),
- The Voodoo Dolls/st (Red Dynamite lp 1985),
- Problems With Girls (Sunrock mlp 1986).